# Dendrobium percnanthum
Dendrobium percnanthum är en orkidéart som beskrevs av Heinrich Gustav Reichenbach. Dendrobium percnanthum ingår i släktet Dendrobium, och familjen orkidéer.
Artens utbredningsområde är Moluckerna. Inga underarter finns listade i Catalogue of Life.